# Thee Temple ov Psychick Youth
Thee Temple ov Psychick Youth ou TOPY é uma irmandade fundada em 1981 por membros da Psychic TV (incluindo membros posteriores da banda Coil e o grupo de música experimental Current 93) e vários outros indivíduos. A rede é um grupo frouxamente federado de pessoas operando como uma mistura de coletivos artísticos e praticantes de magia.

## Criação e Influência
Sua rede inicial consistia de várias estações em todo o mundo, incluindo a TOPY-CHAOS para a Austrália, TOPYNA para a América do Norte e TOPY Station 23 para o Reino Unido e Europa. Subestações de nível mais baixo, de "base popular", denominadas Pontos de Acesso, estavam localizadas em toda a América e Europa.
Ao longo de sua existência, TOPY tem sido um grupo influente na cena undergrownd da magia do caos e mais amplamente na tradição oculta ocidental.
TOPY dedica-se à manifestação de conceitos mágicos sem misticismo ou adoração de deuses.  O grupo concentra-se nos aspectos psíquicos e mágicos do cérebro humano ligados à "sexualidade sem culpa".  A pesquisa de TOPY cobriu a magia ritual da mão esquerda e da mão direita e elementos da psicologia , arte e música.  Brion Gysin , a Igreja Processual do Julgamento Final , William S. Burroughs , Aleister Crowley e Austin Osman Spare destacam-se como grandes influências.
Na 23ª hora (11:00 pm) do 23º dia de cada mês, os membros da TOPY foram encorajados a fazer sigilos mágicos. Se um indivíduo escolhesse fazê-lo, eles seriam convidados a enviar seus sigilos para um local central, onde a energia mágica poderia ser usada para melhorar os outros.
O motivo do uso do termo na Lingua Shelta "TOPY", como a ortografia de "thee" e "ov" no nome da rede, deriva dos escritos de Genesis P-Orridge, que defendem uma desconstrução do "normal" ou do modo de comunicação consensual, a fim de alcançar uma compreensão mais integrada do você mesmo.

## Grande Cisma
No início da década de 1990, ocorreu uma "cisão" dentro da rede quando Genesis P-Orridge da Psychic TV , um dos poucos membros fundadores ainda envolvidos naquela época, e provavelmente a face pública mais famosa de TOPY durante os anos 80, acabou por anunciar a sua saída da organização.  Isso foi posteriormente exacerbado com o Genesis P-Orridge, que alegou ter fechado a rede ao sair e solicitar que o grupo não usasse mais a marca registrada de Psychick Cross. Alguns dos membros restantes da rede escolheram não ir junto com este e continuaram com suas atividades. TOPY continuou a crescer e evoluir ao longo da década de 1990 e no século XXI, enquanto Genesis P-Orridge mudou-se para outros projetos, como coletivo The Process, bem como um projeto semelhante ao TOPY chamado "Topi".
Em 2008, alguns membros da TOPY evoluíram para a Rede de Indivíduos Autônomos (AIN - Autonomous Individuals Network).  Outros continuam a trabalhar como criadores e praticantes autônomos individuais no reino da magia do caos.  AIN foi construída sobre os fundamentos da rede TOPY e "toda a história e conhecimento que a comunidade reuniu desde a sua criação na década de 1980".
Em dezembro de 2010, Genesis P-Orridge ativou a One True Topi Tribe , uma reativação das celulas originais da Temple Ov Psychick Youth, desta vez com foco na criação de uma comunidade intencional de artistas.

## Textos de Referência
Tem havido uma série de textos produzidos por Thee Temple ov Psychick Youth para expor suas filosofias.  Alguns dos principais textos produzidos ao longo dos anos foram:
- Axiom 23
- Thee Sigilizers Handbook
- Thee Grey Book[10] (que foi importante durante a década de 1980, mas não é mais distribuído pela TOPY)
- Thee Black Book[10]
- Broadcast (a revista da TOPY)
- Thee Psychick Bible  - ponto culminante de todas as antigas cópias da literatura de TOPY, com atualizações e adições pessoais de Genesis P-Orridge, editadas por Jason Louv.